# Арсин
Арси́н (мышьяко́вистый водоро́д, арсени́д водоро́да) — вещество с формулой  AsH3 (правильнее H3As), химическое соединение мышьяка и водорода. Является аналогом аммиака NH3, фосфина PH3 и стибина H3Sb. При нормальных условиях — крайне токсичный горючий бесцветный газ. Сгорает с образованием оксида мышьяка. Абсолютно химически чистый арсин запаха не имеет, но ввиду неустойчивости продукты его окисления придают арсину раздражающий чесночный запах. Открыт шведским химиком Карлом Вильгельмом Шееле в 1775 году.
Молекула арсина имеет форму тригональной пирамиды с атомом мышьяка в вершине, углы HAsH 92,08°, длина связи As—H 0,1511 нм. Низкое значение дипольного момента, которое составляет 0,20 Д, свидетельствует, что связь в молекуле арсина близка к неполярной и арсин практически не проявляет электронодонорные свойства. Так, ион арсония AsH4+, в отличие от его аналога иона аммония NH4+ и даже фосфония PH4+, неустойчив и был обнаружен лишь спектроскопически при пониженной температуре.
Не путать с орсином (5-метилрезорцином), являющимся органическим веществом, производным толуола, а также с натуральным красителем орсейлем и орсеином, получаемым из орсейля.

## Получение
В промышленности получают гидролизом арсенидов металлов (Mg, Zn и др.) кислотами или восстановлением соединений мышьяка водородом, взаимодействием галогенидов мышьяка с Li[AlH4], Na[BH4] или другими гидридами, например:
{\displaystyle {\mathsf {Na_{3}As+3H_{2}O\rightarrow AsH_{3}\uparrow +3NaOH}}}
{\displaystyle {\mathsf {As_{2}O_{3}+6Zn+6H_{2}SO_{4}\rightarrow 2AsH_{3}\uparrow +6ZnSO_{4}+3H_{2}O}}}

## Физические свойства
Температура плавления −117 °C, кипения −62,5 °C. Энтальпия плавления 1,2 кДж/моль, испарения 16,7 кДж/моль. При нормальных условиях — бесцветный газ с плотностью 3,5 г/л. Плотность в жидком состоянии 1,766 г/см3 при −111,8 °C, 1,64 г/см3 при −64,3 °C. При нормальных условиях теплоёмкость C0
p 38,7 Дж/(моль·К), энтальпия образования 66,4 кДж/моль. Энтропия S0
298 223,0 Дж/(моль·К).
Растворимость при 25 °C: в воде 0,28 мл/мл, в ацетоне 9,3 мл/мл, в хлороформе 10,9 мл/мл, в нитробензоле 11,72 мл/мл, в вазелиновом масле 22,7 мл/мл.

## Химические свойства
- Арсин проявляет сильные восстановительные свойства, например, из раствора нитрата серебра он осаждает металлическое серебро:

{\displaystyle {\mathsf {AsH_{3}+6AgNO_{3}+3H_{2}O\rightarrow 6Ag\downarrow +As(OH)_{3}+6HNO_{3}}}}
- Арсин сравнительно нестоек и медленно разлагается даже при комнатной температуре на водород и элементарный мышьяк, при температуре 500 °C — мгновенно:

{\displaystyle {\mathsf {2AsH_{3}\rightarrow 2As+3H_{2}}}}
При пропускании AsH3 через нагретую, наполненную водородом стеклянную трубку, металлический мышьяк отлагается на стенках трубки в виде черно-бурого зеркала. На этом свойстве арсина основана высокочувствительная качественная реакция на мышьяк — проба Марша.
- Не самовоспламеняется на воздухе и в кислороде при комнатной температуре, но при нагревании на воздухе до 200 °C сгорает:

{\displaystyle {\mathsf {2AsH_{3}+3O_{2}\rightarrow As_{2}O_{3}+3H_{2}O}}}
- В хлоре самовоспламеняется даже при −196оС, с замещением водорода на хлор и выделением хлороводорода:

{\displaystyle {\mathsf {AsH_{3}+3Cl_{2}\rightarrow AsCl_{3}+3HCl}}}·
С бромом и иодом реагирует таким же образом, давая соответствующие галогениды.
- С серой реагирует:

{\displaystyle {\mathsf {2AsH_{3}+3S\rightarrow 3H_{2}S+2As}}}
- Реагирует с концентрированной соляной кислотой c выделением водорода:

{\displaystyle {\mathsf {AsH_{3}+3HCl\rightarrow AsCl_{3}+3H_{2}}}}
- Реагирует с растворами щелочных металлов в жидком аммиаке, проявляя кислотные свойства и образуя мышьяковистые производные, аналогичные амидам щелочных металлов:

{\displaystyle {\mathsf {AsH_{3}+NaNH_{2}\rightarrow NaAsH_{2}+NH_{3}}}}
- При нагревании арсина с металлами образуются арсениды.

## Органические арсины
При взаимодействии хлорида мышьяка AsCl3 с диметилцинком образуются соответствующие органические производные арсина, например, триметиларсин:
{\displaystyle {\mathsf {2AsCl_{3}+3Zn(CH_{3})_{2}\rightarrow 2As(CH_{3})_{3}+3ZnCl_{2}}}}
Это ядовитые жидкости с отвратительным запахом, проявляющие свойства ненасыщенных соединений.

## Биологические свойства

### Токсичность
Чрезвычайно ядовит.
Среди соединений мышьяка наиболее токсичен; сильнее некоторых органических ядов. По токсичности сравним со станнаном и стибином. ПДК 0,0003 мг/л. Оказывает кроверазрушающее действие. Канцерогенен: При длительном и частом воздействии на организм может вызвать злокачественные новообразования.

## Применение
Арсин применяется для легирования полупроводниковых материалов мышьяком и для получения мышьяка высокой чистоты.